# Hardap
De Hardap regio is een van de veertien bestuurlijke regio's van Namibië. De naam van de regio is afkomstig van de Hardapdam, het grootste stuwmeer van Namibië. De regio strekt zich uit over de ganse breedte van het land. In het westen grenst het aan de Atlantische Oceaan en in het oosten aan Botswana en Zuid-Afrika. Het aantal inwoners bedroeg in 2016 volgens demografisch onderzoek 87.186 personen.

## Geografie
Het volledige kustgebied alsook het grootse deel van het westen maken deel uit van de Namibwoestijn en het Namib-Naukluft National Park. De Sossusvlei en de Sesriem kloof zijn de belangrijkste bezienswaardigheden van deze streek. 
Verder naar het oosten toe wordt het landschap bergachtig en vinden we het Tirasgebergte en het Naukluftgebergte, beide zijn deel van het Namibisch escarpment. De hoogste top is de Losberg met 1976 meter. Het centrale gedeelte van de regio wordt bevloeid door de Visrivier en haar bijrivieren. Dicht bij Mariental wordt deze rivier gestuwd door de Hardapdam. 
Het oosten van de regio wordt gekenmerkt door op hoogvlaktes gelegen savannes. Hoe verder men naar het oosten gaat, hoe sterker we de invloed van het droge klimaat van de Kalahari woestijn ondervinden.

## Plaatsen

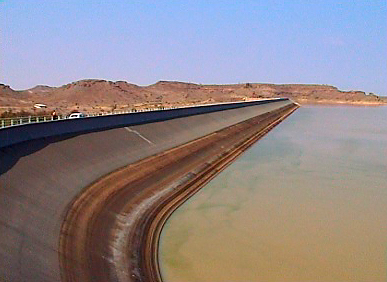
Hardap-dam

- Aranos, village
- Gibeon, village
- Gochas, village
- Kalkrand, village
- Maltahohe, village
- Mariental, municipality, 39 km²
- Rehoboth, town, 649 km²
- Stampriet, village

Zambezi · Erongo · Hardap · ǁKaras · Kavango Oost · Kavango West · Khomas · Kunene · Ohangwena · Omaheke · Omusati · Oshana · Oshikoto · Otjozondjupa